# Marion County (Florida)
Das Marion County ist ein County im Bundesstaat Florida der Vereinigten Staaten. Der Verwaltungssitz (County Seat) ist Ocala.

## Geographie
Das County hat eine Fläche von 4307 Quadratkilometern, wovon 218 Quadratkilometer Wasserfläche sind. Es grenzt im Uhrzeigersinn an folgende Countys: Putnam County, Volusia County, Lake County, Sumter County, Citrus County, Levy County und Alachua County.
Das County wird vom Office of Management and Budget zu statistischen Zwecken unter dem Namen Ocala, FL Metropolitan Statistical Area geführt.

## Geschichte
Das Marion County wurde am 14. Mai 1844 aus Teilen des Alachua County gebildet. Benannt wurde es nach General Francis Marion, einem Guerilla-Kämpfer und Held des amerikanischen Revolutionskrieges (1775–1783). Im Marion County liegt der Lake Weir, an dem die legendäre Verbrecherin der Staatsfeinde-Ära „Ma“ Barker erschossen wurde.

## Demografische Daten

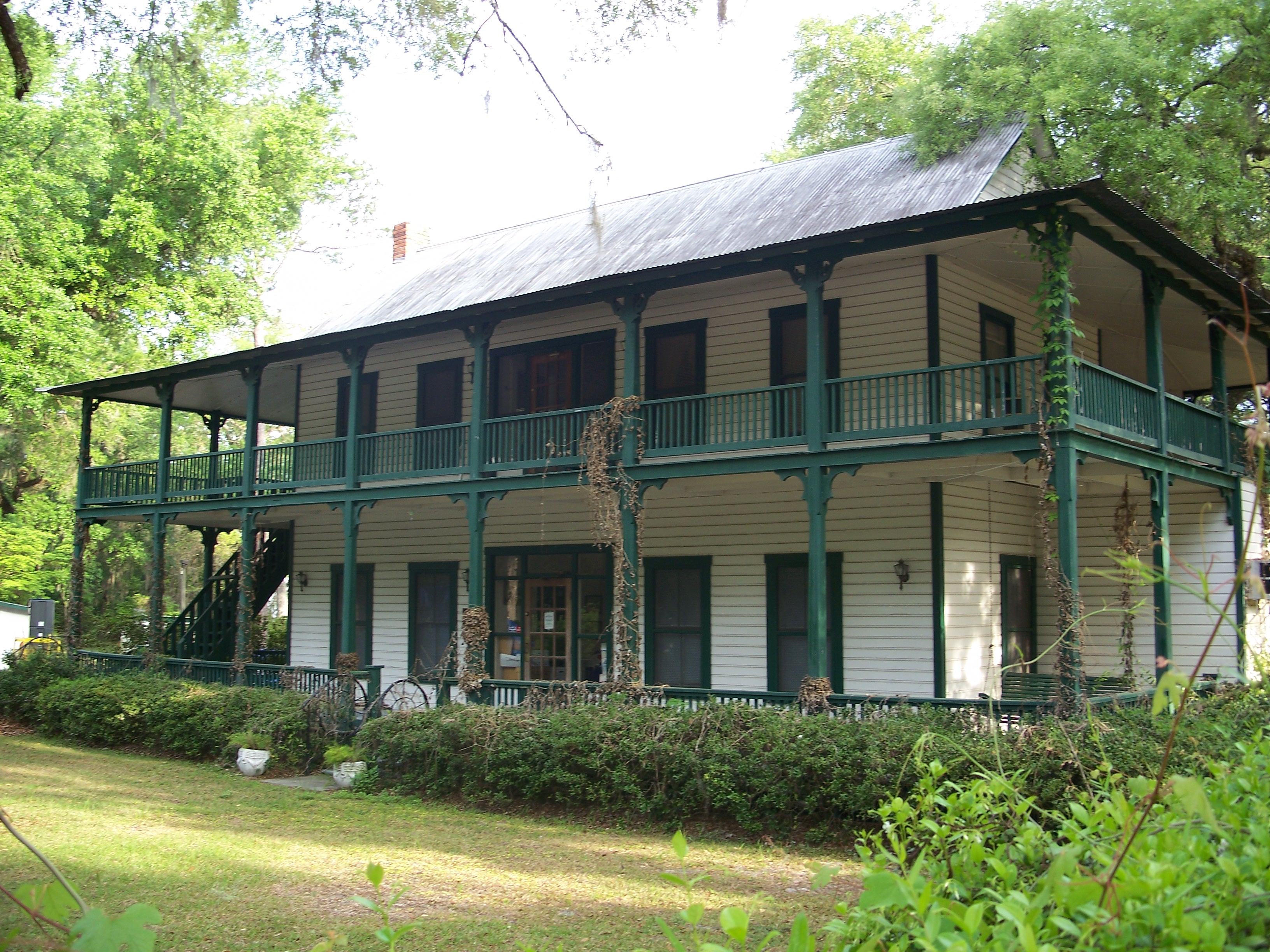
James W. Townsend House (2007). Diese Residenz ist seit Oktober 1988 im NRHP eingetragen.

Nach der Volkszählung im Jahr 2010 lebten im Marion County 331.298 Menschen in 163.797 Haushalten. Die Bevölkerungsdichte betrug 81 Einwohner pro Quadratkilometer. Ethnisch betrachtet setzte sich die Bevölkerung zusammen aus 81,0 % Weißen, 12,3 % Afroamerikanern, 0,4 % Indianern und 1,3 % Asian Americans. 2,9 % waren Angehörige anderer Ethnien und 2,1 % verschiedener Ethnien. 10,9 % der Bevölkerung bestand aus Hispanics oder Latinos.
Im Jahr 2010 lebten in 25,0 % aller Haushalte Kinder unter 18 Jahren sowie 42,6 % aller Haushalte Personen mit mindestens 65 Jahren. 67,2 % der Haushalte waren Familienhaushalte (bestehend aus verheirateten Paaren mit oder ohne Nachkommen bzw. einem Elternteil mit Nachkomme). Die durchschnittliche Größe eines Haushalts lag bei 2,35 Personen und die durchschnittliche Familiengröße bei 2,80 Personen.
21,6 % der Bevölkerung waren jünger als 20 Jahre, 19,6 % waren 20 bis 39 Jahre alt, 25,5 % waren 40 bis 59 Jahre alt und 33,2 % waren mindestens 60 Jahre alt. Das mittlere Alter betrug 47 Jahre. 48,0 % der Bevölkerung waren männlich und 52,0 % weiblich.
Das jährliche Durchschnittseinkommen eines Haushalts betrug 39.770 USD, dabei lebten 17,3 % der Bevölkerung unter der Armutsgrenze.
Im Jahr 2010 war englisch die Muttersprache von 88,39 % der Bevölkerung, spanisch sprachen 8,71 % und 2,90 % hatten eine andere Muttersprache.

## Kultur und Sehenswürdigkeiten

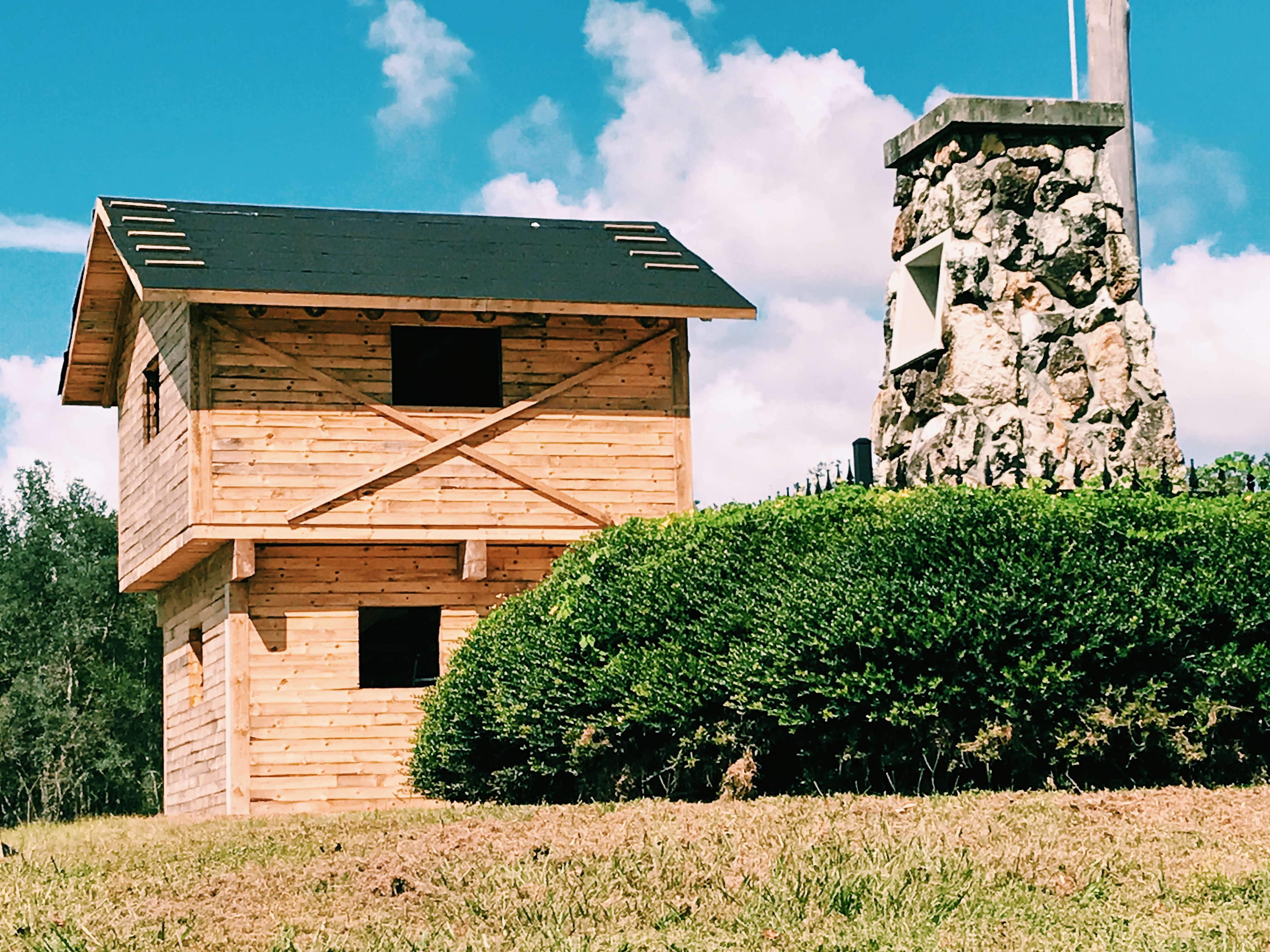
Fort King Site (2017). Das Fort entstand während der Seminolenkriege im Jahr 1827. Nach der Einrichtung des County diente es ab 1844 für kurze Zeit als Courthouse, wurde dann aber verlassen. In der Folge verfiel die Anlage und ist heute nicht mehr erhalten. Im Februar 2004 erhielt das Gelände den Status eines National Historic Landmarks zuerkannt. Am gleichen Tag erfolgte der Eintrag in das NRHP.

33 Bauwerke, Stätten und „historische Bezirke“ (Historic Districts) im Marion County sind im National Register of Historic Places („Nationales Verzeichnis historischer Orte“; NRHP) eingetragen (Stand 4. Februar 2023), darunter hat die Fort King Site den Status eines National Historic Landmarks („Nationales historisches Wahrzeichen“).

## Weiterführende Bildungseinrichtungen
- Central Florida Community College in Ocala

## Orte im Marion County
Orte im Marion County mit Einwohnerzahlen der Volkszählung von 2010:
City:	
- Belleview – 4.492 Einwohner
- Dunnellon – 1.733 Einwohner
- Ocala (County Seat) – 56.315 Einwohner

Towns:
- McIntosh – 452 Einwohner
- Reddick – 506 Einwohner

Census-designated places:
- Silver Springs Shores – 6.539 Einwohner
- The Villages – 51.442 Einwohner